# Impfsarkom
Als Impfsarkom wird Hautkrebs in Form eines Fibrosarkoms bezeichnet, welcher in Zusammenhang mit einer Impfung steht und üblicherweise zunächst an der Injektionsstelle entsteht (injektionsassoziiertes Fibrosarkom bzw. vakzine-assoziiertes Fibrosarkom).
Besonders häufig betroffen sind Katzen (siehe Felines Fibrosarkom), jedoch – in weitaus geringerer Häufigkeit – auch Hunde, Frettchen und andere. Im Tierversuch sind Impfsarkome bei Mäusen und Ratten schon seit längerer Zeit Gegenstand der Forschung.